# 리베카 애들링턴
리베카 "베키" 애들링턴(영어: Rebecca "Becky" Adlington, 1989년 2월 17일 ~ )은 영국의 은퇴한 여자 수영 선수로 주 종목은 자유형이다. 베이징에서 열린 2008년 하계 올림픽에서 금메달 2개를 획득했다.

## 같이 보기
- 올림픽 수영 여자 메달리스트 목록
- 수영 자유형 800m 세계 기록 추이